# Балка Широка (притока Комишуватої Сури)
Балка Широка — балка (річка) в Україні у Солонянському районі Дніпропетровської області. Ліва притока річки Комишуватої Сури (басейн Дніпра).

## Опис
Довжина балки приблизно 6,44 км, найкоротша відстань між витоком і гирлом — 5,79 км, коефіцієнт звивистості річки — 1,11. Формується декількома струмками та загатами. На деяких ділянках балка пересихає.

## Розташування
Бере початок у селі Лугове. Тече переважно на південний схід і на північно-східній околиці села Михайлівки впадає в річку Комишувату Суру, праву притоку річки Мокрої Сури.

## Цікаві факти
- У XX столітті на балці існували колгоспний двір, скотний двір, молочно-тваринна ферма (МТФ) та декілька газових свердловин[2], а в XIX столітті — багато вітряних млинів[1].